# بوستان، ناحیه غفورف
بوستان، ناحیه غفورف (به لاتین: Buston, Ghafurov District) یک شهر در تاجیکستان است که در ولایت سغد واقع شده‌است.